# Volleybalvereniging Zaanstad 2019-2020
Questa voce raccoglie le informazioni riguardanti il Volleybalvereniging Zaanstad nelle competizioni ufficiali della stagione 2019-2020.

## Organigramma societario
Area direttiva
- Presidente: Harmannus Kruizinga

Area tecnica
- Allenatore: Sandor Rieuwers

## Rosa
| N° | Nome                 | Ruolo | Data di nascita   | Nazionalità sportiva |
| -- | -------------------- | ----- | ----------------- | -------------------- |
| 1  | Rueben Schoones      | L     | 1991              | Paesi Bassi          |
| 2  | Dmitrijs Sekijevskis | S     | 1992              | Paesi Bassi          |
| 3  | Robin Ottenhof       | C     | 2000              | Paesi Bassi          |
| 4  | Marijn van Gool      | C     | 1989              | Paesi Bassi          |
| 5  | Koen Baas            | P     | 1995              | Paesi Bassi          |
| 6  | Guido Spooren        | P     | 28 settembre 1994 | Paesi Bassi          |
| 7  | Lesley Kef           | S     | 1994              | Paesi Bassi          |
| 8  | Daniel Homburg       | O     | 1992              | Paesi Bassi          |
| 9  | Max van Straten      | S     | 1998              | Paesi Bassi          |
| 11 | Ray Espoza           | C     | 1992              | Paesi Bassi          |
| 12 | Erwin Huinen         | O     | 11 aprile 1987    | Paesi Bassi          |

## Statistiche

### Statistiche di squadra
| Competizione          | Punti | In casa | In casa | In casa | In trasferta | In trasferta | In trasferta | Totale | Totale | Totale |
| Competizione          | Punti | G       | V       | P       | G            | V            | P            | G      | V      | P      |
| --------------------- | ----- | ------- | ------- | ------- | ------------ | ------------ | ------------ | ------ | ------ | ------ |
| Eredivisie            | 7     | 10      | 3       | 7       | 9            | 0            | 9            | 19     | 3      | 16     |
| Coppa dei Paesi Bassi | -     | 0       | 0       | 0       | 1            | 0            | 1            | 1      | 0      | 1      |
| Totale                | -     | 10      | 3       | 7       | 10           | 0            | 10           | 20     | 3      | 17     |